# Myotilinopathie
Myotilinopathien sind eine Gruppe erblicher Muskelerkrankungen (Myopathien), die durch Mutationen im MYOT-Gen verursacht werden (allelische Erkrankungen). MYOT kodiert für das Protein Myotilin.
Folgende Erkrankungen werden mit Myotilin-Mutationen assoziiert:
- Gliedergürteldystrophie 1A (LGMD1A),
- Myofibrilläre Myopathie 3 (MFM3) und
- Spheroid-Körper-Myopathie.